# José Julián Becerro
José Julián Becerro (La Bañeza, 1985) es un deportista español que compite en piragüismo en la modalidad de maratón. Ganó dos medallas de bronce en el Campeonato Europeo de Piragüismo en Maratón en los años 2018 y 2019.

## Palmarés internacional
| Campeonato Europeo | Campeonato Europeo | Campeonato Europeo | Campeonato Europeo |
| Año                | Lugar              | Medalla            | Competición        |
| ------------------ | ------------------ | ------------------ | ------------------ |
| 2018               | Metković (Croacia) | Medalla de bronce  | K2                 |
| 2019               | Decize (Francia)   | Medalla de bronce  | K2                 |